# Ctenotus lancelini
Ctenotus lancelini este o specie de șopârle din genul Ctenotus, familia Scincidae, descrisă de Ford 1969. A fost clasificată de IUCN ca specie vulnerabilă. Conform Catalogue of Life specia Ctenotus lancelini nu are subspecii cunoscute.